# Q (スタートレック)
Qは、テレビドラマ、映画『スタートレック』シリーズの『新スタートレック（TNG）』に登場する架空の高次元生命体またはその同類。ジョン・デ・ランシー（日本語版での声優は羽佐間道夫）他が演じる。
その後『スタートレック:ディープ・スペース・ナイン（DS9）』『スタートレック:ヴォイジャー（VOY）』『スタートレック:ピカード（PIC）』や、アニメ作品『スタートレック:ローワー・デッキ（LD）』にも登場している。

## 概要
「Q連続体」と呼ばれる全知全能に近い力を持つ高次元生命体。個体は存在するがお互いがお互いを「Q」と呼び合うため、視聴者は独特な存在感を覚える。（複数のQが登場するエピソードの脚本などではデ＝ランシーのQを「Q1」、他のQを「Q2」などと表記していることもある）
全宇宙のあらゆる事象と知識に精通し（一個人のプライベートな情報など、どんな些細なことでも知っている）、絶望的に広大な宇宙の「時間」「空間」「物質」を指を鳴らすだけで自在に操る。さらに永遠とも言える程の長い寿命を持ち、年齢性別種族問わない変身能力をも合わせ持つ。神のごとく全能ではあるが神ではなく、まったく常識の通じないトラブルメーカーな一種族として描かれる。
ただしQ連続体も最初から全知全能であったわけではなく、当初は地球人と変わらなかったが進化を繰り返して現在のような姿になったという。

### Qの個体
スタートレック本編に登場するQといえば、基本的にジョン・デ・ランシーが演じるQである。
デ・ランシー以外のQであっても、共通して気まぐれに出現し、傲慢でマナーに欠ける性格をしており、その驚異的な力も相まってU.S.S.エンタープライズDのジャン＝リュック・ピカード艦長やU.S.S.ヴォイジャーのキャスリン・ジェインウェイ艦長に煙たがられている。またいずれも、基本的に宇宙艦隊の艦長の制服姿（赤の制服で階級章は大佐）で登場する。

### Q連続体の世界
Q連続体は謎に包まれており、その連続体の本拠地の所在地も不明である。連続体にどの位のQの個体が存在するかも、社会構成も不明。U.S.S.エンタープライズDに乗船している長命種族エル・オーリア人のガイナンによると、Qにも色々な性格のQがおり、「尊敬すべき立派なQ」も存在するという。
VOY34話「Q1,Q2」では、ジェインウェイ艦長たちがQ連続体を訪れる。「地球人にも理解できるよう」地球の風景にアレンジされた姿で描かれたが、それは砂漠の荒野にぽつんと建つガソリンスタンドであった。そこにいるQたちは宇宙のあらゆる事象をすべて完全に知り尽くしてしまい、好奇心や冒険心を完全に喪失、数万年間会話すらしていない無気力状態であった。この状態を危惧したQ（クイン）が自殺を図ったことで、後日内乱が起きることになる。VOY53話「レディQ」ではこの内乱の影響で百年に一度しか観測できない超新星爆発が連続して発生してしまう。再度ジェインウェイ艦長らが訪れたアレンジされたQ連続体の世界はアメリカの南北戦争であった。

## 登場したQ

### Q
（演：ジョン・デ・ランシー　吹き替え：羽佐間道夫）
スタートレックにおいて一般的に「Q」と言えばジョン・デ・ランシーが演じるQを指す。初登場はTNG1話「未知への飛翔」。その他、VOYとPICにも度々登場し、DS9第7話「超生命体"Q"」とLD第8話「真実」にも登場している。
神のごとく全知全能に近い力を持ち、神出鬼没で傲慢でワガママで独善的である。基本的にトラブルメーカーであり、ピカード艦長が初遭遇してからは、宇宙艦隊の上級士官や指揮官らにQに関して注意する旨が通達された。一方でデ・ランシーのQは地球人が好きらしく、特にピカード艦長とジェインウェイ艦長を気に入っているようであるが、彼らには煙たがられている。
TNG第1話では、第三次世界大戦直後の裁判官の姿でピカード艦長らを「宇宙に出る資格のない野蛮な種族」の代表として断罪し、ピカードらを翻弄した。しかしこの件で地球人、特にピカードに興味を持ったQは、たびたびU.S.S.エンタープライズDに出現するようになる。TNGにおいては最終話にも登場し、強烈な印象を視聴者に残した。
PIC第11話「スターゲイザー」では、TNG時代と変わらぬ姿で2401年のピカード提督の前に突然登場する。「ずいぶん老いたな。合わせるとしよう」と自身も年齢を重ねた姿に変身する。そして惑星連邦の代わりに排外・全体主義的な「地球連合」が存在する別の時間線にピカード提督達を送り込む。何らかの事情で死期が近づいており、結局のところ、ピカードを「友人」と思うようになっていたので、宇宙の存続の危機や人類への裁判等といった過去の登場理由とは違い、自分の様に一人で死んでほしくないとの思いから、ピカードがピカード自身を赦して孤独でない人生を送れるようにするための試練を課し、最後の力を使う。
またPIC最終話において、ピカードの息子ジャックの前に姿を現して、ジャックには試練が待つと語る。

### Q2
TNG第61話「Deja Q」に登場（演：コービン・バーンセン、吹き替え：秋元羊介）。
デ・ランシーのQが宇宙に混乱をばらまいているとし、彼の力を剥奪し連続体から追放したQ。

### クイン
VOY第34話「Q1,Q2」に登場（演：ゲリット・グラハム 、吹き替え：青野武）。
宇宙を知り尽くし過ぎ、永遠に何もすることのなくなったQ連続体のありかたを嫌い、自殺を図った哲学者のQ。Q連続体において自殺は前例がなく、混乱が予想された。そのため彗星の中に300年間幽閉されていたが、付近を通りかかったU.S.S.ヴォイジャーに発見され乗船する。ヴォイジャーで行われた「連邦への保護を求める聴聞会」で永遠の命の放棄を認められた彼は、ジェインウェイ艦長から「クイン」の名を与えられ、乗組員として受け入れられる。しかしほどなく本望の通り自ら命を絶つ。

### レディQ
VOY第53話「レディQ」に登場（演：スージー・プラクスン、吹き替え：小宮和枝）。
一時期（「ほんの40億年くらい」）デ・ランシーのQと交際していた女性のQ。クインに影響されたデ・ランシーのQは、自殺同様に前例のないQの子どもを儲けることで連続体に変化を促そうとする。デ・ランシーのQはジェインウェイ艦長と子どもを作ろうとするが、ジェインウェイの説得によってレディQと子どもを作ることになった。

### 大佐のQ
VOY第53話「レディQ」（演：ハーヴ・プレスネル、吹き替え：辻親八）。
デ・ランシーのQに率いられた自由主義派のQたちと敵対しているQたちのリーダー。南北戦争の南軍将校の姿で現れる（自由主義派は北軍の姿）。

### Qの息子
VOY第53話「レディQ」、第165話「断絶するQ」に登場（演：キーガン・デ・ランシー (英語版)、吹き替え：草尾毅）
デ・ランシーのQとレディQの間に出来た新生Q。演じたキーガン・デ・ランシーは、ジョン・デ・ランシーの実の息子という面白い配役。父親のQ同様、その力を好き放題に使う傲慢な性格のためQ連続体に更生を迫られ、困り果てたデ・ランシーのQはジェインウェイ艦長に何とかしてほしいと泣きつく。
ジェインウェイ艦長の教育・訓練で更生し、また自分の過失で友人のイチェブが負傷したことから非を認め、見違えるような誠実な性格になる。ジェインウェイ艦長を「キャシーおばさん」と呼び、最後は「お世話になったお礼です」とたくさんの花束をプレゼントした。イチェブとは「Q坊」「イッチー」と呼び合う。